# Бхайрави
Бхайрави (санскр. भैरवी) — индуистская богиня, описываемая как одна из махавидий, десяти аватар богини-матери. Она супруга Бхайравы

## Символизм
Имя Бхайрави означает «Ужас» или «внушающая благоговение». Она Пятая из десяти Махавидий. Её также называют Трипурабхайрави. «Три», так же как и в русском языке означает число три, «Пура» означает крепость, замок, город, поселок и т. д. Трипура передает три различных стадии сознания, т.е. активность, сон и глубокий сон. Она находится в форме всех триад, и как только эти триады преодолены, достигается Брахман. Другими словами, получив её милость, можно осознать сознание Шивы. Поэтому её называют Трипурабхайрави.
Её дхьяна-шлока в Деви Махатмье описывает её форму. Она восседает на лотосе с четырьмя руками, одна держит книгу, другая чётки, третья с абхая-мудрой, а четвёртая с варада-мудрой. Она носит красные одежды и носит гирлянду из отрубленных голов на шее. У неё три глаза, а голова украшена полумесяцем. В другой форме она держит меч и чашу с кровью, а две другие руки показывают абхая и варада мудры. Она также изображается сидящей на Шиве, что более распространено в тантрической традиции. Она также изображается как царица, очень похожая на Раджараджешвари.
Трипурабхайрави находится в муладхара-чакре. Её мантра состоит из трех букв, и она образуют перевернутый треугольник в центре муладхара-чакры. Она является творцом в муладхара-чакре в форме камарупы, которая состоит из трех точек, образующих перевернутый треугольник, из которого рождаются все триады, что в итоге и приводит к созданию вселенной. Самый внутренний треугольник чакры муладхара известен как камарупа. Три вершины треугольника имеют три биджаксары (священные буквы), соединённые друг с другом сторонами треугольника, и каждая из этих сторон представляет иччха-шакти, джняна-шакти и крия-шакти - Божественную волю, Божественное знание и Божественное действие. Трипурасундари и Трипурабхайрави тесно связаны, но различны. Трипурабхайрави считается скрытой энергией, в то время как Трипурасундари заставляет эту скрытую энергию актуализироваться и перемещает её вверх, к более высоким чакрам, вплоть до высшей Сахасрара-чакры

## Легенды
Бхайрави - это также титул женщины-адепта Кундалини, тантры. Йогиня — ученик тантры или стремящийся. Бхайрави — это тот, кто преуспел. Согласно Пуранам и Тантрам, Бхайрави — супруга Бхайравы.
Она проявляется как Каларатри в Дурге-сапташати, которая убивает демонов Чанду, Мунду и Рактабиджу. Так же она убивает Бхандасуру в Махабхарате .
Её также называют Шубханкари, что означает, что она совершает благоприятные дела для своих преданных, которые являются её детьми, ведь она хорошая мать. Тем не менее, Бхайрави одобряет насилие, наказание и кровопролитие по отношению к тем, кто нерелигиозен и жесток, что также означает, что она является Матерью всего насилия по отношению к злу. Говорят, что её считают жестокой и ужасной, но она добрая для своих детей.

## Смотрите также
- Деви
- Махакали
- Дашамахавидья